# Aster alpinus
Aster alpinus (aster alpina) é uma planta ornamental nativa das montanhas da Europa (incluindo os Alpes), com uma subespécie nativa do Canadá e dos Estados Unidos. É um planta perene que tem flores roxas, rosa ou azuis pertencentes ao género Aster.

## Conservação
Nas províncias canadianas, em direcção ao leste da América do Norte, a espécie está criticamente em perigo. No entanto, tanto nas províncias canadianas quanto nos estados norte-americanos, nas partes norte-oeste e sul, a espécie encontra-se aparentemente segura.